# Nouvelle-Tyrinthe
La Nouvelle-Tyrinthe, en grec moderne : Νέα Τίρυνθα/ Néa Tíryntha, est un village et un ancien dème du  district régional d’Argolide, en Grèce. Depuis 2010, il est fusionné au sein du dème des Naupliens.
Selon le recensement de 2011, la population du dème compte 3 475 habitants tandis que celle du village s'élève à 1 186 habitants.
La localité s'appelait originellement Kofíni (Κοφίνι) et a été renommée en 1953 en référence au site archéologique de Tyrinthe, classé au patrimoine mondial de l'Unesco.